# Giải thưởng Quốc tế Václav Havel cho sự Bất đồng chính kiến sáng tạo
Giải Thưởng Quốc Tế Václav Havel cho Sự Bất đồng chính kiến sáng tạo là một giải thưởng được Tổ chức Nhân quyền (HRF) thành lập vào năm 2012, có trụ sở tại thành phố New York, Hoa Kỳ. Theo Chủ tịch HRF Thor Halvorssen, giải thưởng công nhận những cá nhân "tham gia vào bất đồng chính kiến sáng tạo, thể hiện sự can đảm và sáng tạo để thách thức sự bất công và sống trong đời thật".
Được đặt tên để vinh danh nhà viết kịch bất đồng chính kiến, chính trị gia Václav Havel người Séc, người qua đời vào tháng 12 năm 2011. Giải thưởng được thành lập với sự giúp đỡ của góa phụ Dagmar Havlová. Sergei Brin đồng sáng lập của Google và Peter Thiel đồng sáng lập của PayPal là những người cung cấp một phần kinh phí của giải thưởng.